# Beauchene-eiland
Beauchene-eiland is een van de Falklandeilanden. Het ligt 30 mijl ten zuiden van Sealioneiland, het dichtstbijzijnde land.
Het eiland werd in 1701 ontdekt door Jacques Gouin de Beauchene en werd naar hem vernoemd. Tussen 1834 en 1837 was het eiland tijdelijk bewoond, maar men heeft het eiland verlaten omdat het vrijwel onmogelijk bleek ergens veilig aan te meren.
Beauchene-eiland is nu een natuurreservaat. Net als op de andere Falklandeilanden komen ook hier veel pinguïns voor. De grotten aan en in de kust zijn ook bekend. Daarnaast is het eiland bekend om de veenvorming die hier tien keer sneller wordt verloopt dan waar ook ter wereld.